# Rêves de Russie
Pour plus de détails, voir Fiche technique et Distribution.
Rêves de Russie (russe : Сны о России ; japonais : おろしや国酔夢譚),  est un drame historique russo-japonais réalisé par Jun'ya Satō et sorti en 1992.
Il s'agit de l'adaptation du roman éponyme de Yasushi Inoue paru en 1966.

## Synopsis
Une expédition japonaise fait naufrage au large de la Sibérie. Le capitaine et ses seize marins se lancent dans une aventure merveilleuse et pleine de rebondissements, qui les mènera jusqu'à la cour de la tsarine Catherine II de Russie.

## Fiche technique
- Titre français : Rêves de Russie[2],[3]
- Titre original russe : Сны о России, Sny o Rossii'[4]
- Titre japonais : おろしや国酔夢譚 (Oroshiyakoku Suimutan?)
- Réalisation : Jun'ya Satō
- Scénario : Fumio Konami, Tatsuo Nogami, Jun'ya Satō, d'après le roman éponyme de Yasushi Inoue paru en 1966[1].
- Photographie : Rokuro Nagasawa
- Montage : Akira Suzuki
- Musique : Katsu Hoshi
- Décors : Valeri Iourkevitch
- Sociétés de production : Lenfilm, Studios Daiei, Tōhō
- Pays de production :  Russie -  Japon
- Langue originale : russe, japonais
- Format : couleurs
- Genre : drame historique
- Durée : 123 minutes
- Dates de sortie : 
  - Japon : 25 juin 1992
  - Russie : 16 septembre 2012 (DVD)

## Distribution
- Ken Ogata : Daikokuya Kōdayū
- Marina Vlady : Catherine II
- Tōru Emori (ja) : Matsudaira Sadanobu
- Oleg Yankovski : Erich Laxmann
- Evgueni Evstigneïev : Joseph Busch, le jardinier
- Iouri Solomine : Alexandre Bezborodko
- Vitali Solomine : Grigori Chelikhov
- Vladímir Ieriomine (ru) : Alexandre Vorontsov